# Callospermophilus
Callospermophilus ist eine Gattung der Echten Erdhörnchen, die in drei Arten in Nordamerika verbreitet ist.

## Merkmale
Die Arten der Gattung sind kleine bis mittelgroße Erdhörnchen und haben eine Kopf-Rumpf-Länge von etwa 20,6 bis 31,2 Zentimetern. Der Schwanz ist zwischen 5,2 und 11,6 Zentimeter lang, die Schwanzlänge entspricht in der Regel zwischen 37 und 55 % der Körperlänge. Er ist kurz und dünn, manchmal leicht buschig. Die Ohren sind mit 15 bis 25 Millimeter Länge vergleichsweise groß, die Hinterfußlänge liegt bei 31 bis 48 Millimetern. Die Arten unterscheiden sich in ihrem äußeren Erscheinungsbild deutlich von anderen Erdhörnchen, vor allem ihre Färbung ist auffallend. Die Rückenfärbung ist blass- bis leuchtend rotbraun. Bei allen drei Arten ziehen sich zwei paarige cremeweiße Streifen vom Ohr über den Rücken, dessen Mitte braun ist. Diese Streifen werden von dunkelbraunen bis schwarzen Linien flankiert, die Flanken der Tiere sind sandfarben bis grau gefärbt. Der Kopf und der Vorderkörper sind orange- bis goldbraun und damit vom restlichen Körper abgesetzt. Das Fell ist länger und weniger glänzend als bei anderen Gattungen der Marmotini. Die Weibchen der Callospermophilus-Arten besitzen vier bis fünf Paar Zitzen.
Von den ähnlich gefärbten Antilopenzieseln (Ammospermophilus) unterscheiden sich die Callospermophilus-Arten vor allem durch die schwarzen Linien der Rückenzeichnung, den Ansatz der hellen Zeichnung am Ohr, den abgesetzten Vorderkörper und durch die Größe.
Der Schädel entspricht im Wesentlichen dem anderer Ziesel mit moderater Schnauze. Die Molaren sind mittelgroß ausgebildet und brachyodont, der Prämolar P3 ist relativ klein. Die Schneidezähne sind aufrecht stehend (orthodont) oder leicht nach hinten weisend (ophistodont) mit relativ langen und schmalen Zahnhöhlen.

## Verbreitung

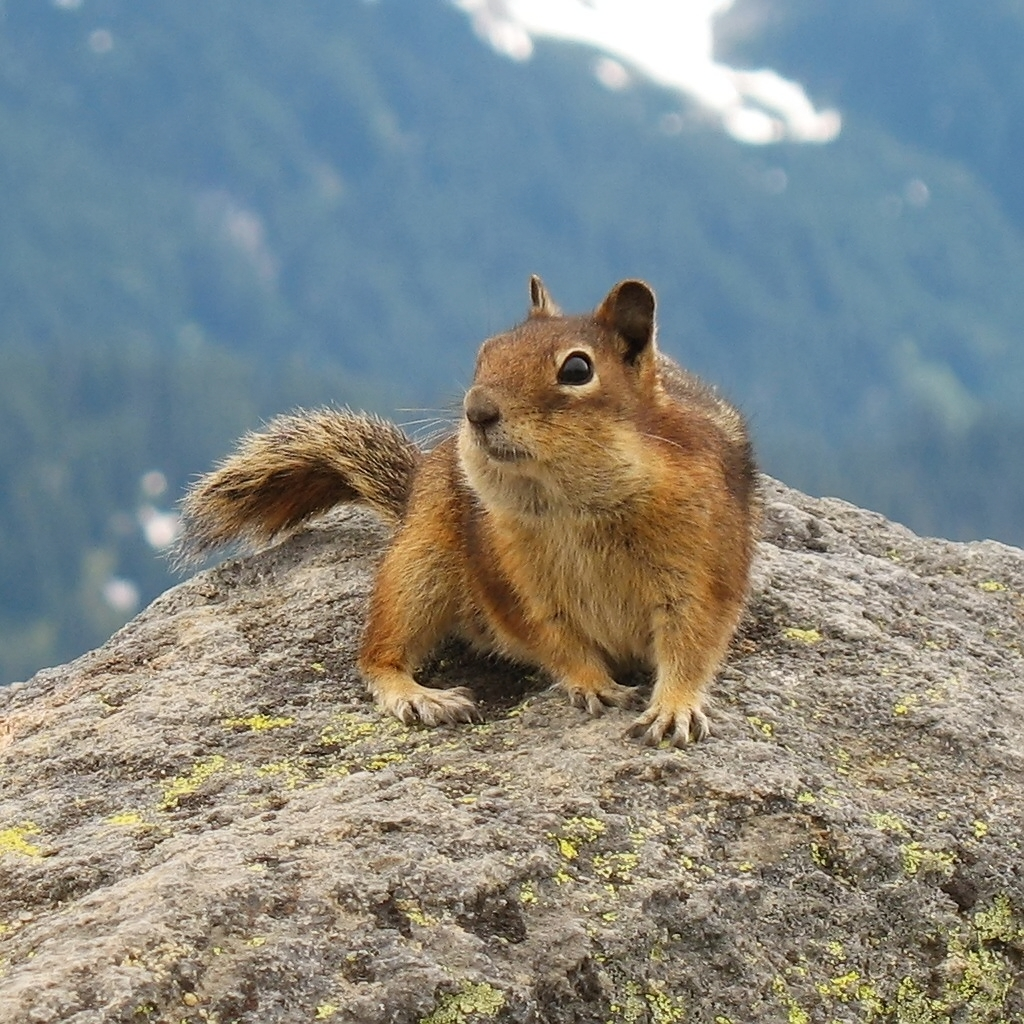
Kaskaden-Goldmantelziesel (Callospermophilus saturatus)

Die Gattung Callospermophilus ist in Nordamerika von den südwestlichen Vereinigten Staaten bis nach Zentral-Mexiko verbreitet, wobei sich die Verbreitungsgebiete der einzelnen Arten nicht überlappen (allopatrische Verbreitung). Die Höhenverbreitung liegt dabei in Höhen von 1.000 bis 4.000 Metern.
- Das Verbreitungsgebiet des Sierra-Madre-Ziesels ist auf die Hochlagen über 3.000 Meter in den mexikanischen Bundesstaaten Chihuahua und Durango beschränkt.
- Der Kaskaden-Goldmantelziesel kommt im Kaskadengebirge im Nordwesten Nordamerikas von British Columbia im Südwesten Kanadas bis zum Columbia River in Washington vor.
- Der Goldmantelziesel ist in mehreren Unterarten über ein Gebiet von den kanadischen Rocky Mountains bis in den Süden von New Mexico, Kalifornien und Nevada verbreitet.

## Lebensweise
Die Arten der Gattung leben vor allem im Bereich von Bergweiden und umgebenden Lebensräumen. Sie sind omnivor und ernähren sich hauptsächlich von Samen, Blättern, Pilzen, Früchten sowie Insekten, kleinen Säugetieren, Eiern und Jungvögeln. Sie leben in der Regel als Einzelgänger, können jedoch im Bereich von Nahrungsquellen auch in kleinen Gruppen auftauchen. Sie sind tagaktiv und überwintern im Winterschlaf.

## Systematik
Callospermophilus ist eine Gattung der Hörnchen, wo sie den Erdhörnchen (Xerinae) und darin den Echten Erdhörnchen (Xerini) zugeordnet werden. Die wissenschaftliche Erstbeschreibung erfolgte durch Clinton Hart Merriam im Jahr 1897 mit dem Goldmantelziesel als Typusart. Danach wurden die Arten gemeinsam mit weiteren heute als Gattungen betrachteten Taxa den Zieseln (Gattung Spermophilus) zugeordnet und als Untergattung behandelt.
Eine molekularbiologische Untersuchung bestätigte Callospermophilus 2004 als monophyletische Gruppe. Diese wurde zudem als Schwestergruppe der Gattung Otospermophilus identifiziert und daher auf Gattungsebene neu beschrieben. Das mit Otospermophilus gemeinsam gebildete Taxon steht den gesamten restlichen Marmotini mit Ausnahme der Antilopenziesel (Ammospermophilus) und der Gattung Notocitellus als Schwestergruppe gegenüber. Bei der kraniometrischen Analyse wurde eine Merkmalsübereinstimmung mit den Tieren der Gattung Ictidomys festgestellt, die auf konvergente Entwicklungen zurückgeführt wird.
Man unterscheidet drei Arten der Gattung:
- Goldmantelziesel (Callospermophilus lateralis)
- Kaskaden-Goldmantelziesel (Callospermophilus saturatus)
- Sierra-Madre-Ziesel (Callospermophilus madrensis)

Der Name Callospermophilus leitet sich von dem griechischen Worten kallos für „schön“, spermatos für „Same“ und phileo für „Liebe“ ab, bedeutet übersetzt also etwa „Schön-Samenliebende“.

## Gefährdung und Schutz
Sowohl der Goldmantelziesel wie auch der Kaskaden-Goldmantelziesel werden von der International Union for Conservation of Nature and Natural Resources (IUCN) aufgrund ihres vergleichsweise großen Verbreitungsgebietes und der stabilen Bestände als nicht gefährdet („least concern“) eingeordnet. Der Sierra-Madre-Ziesel wird dagegen aufgrund des limitierten Lebensraumes in Kiefernwäldern der Hochlandes und der Lebensraumveränderungen durch Holzeinschlag als potenziell gefährdete Art („near threatened“) gelistet.

## Belege
1. 1 2 3 4 5 6 7 8 9  Kristofer M. Helgen, F. Russell Cole, Lauren E. Helgen & Don E. Wilson: Generic revision in the Holarctic ground squirrel genus Spermophilus. Journal of Mammalogy, 90, Seiten 270–305, 2009
2. 1 2 3 4  Matthew D. Herron, Todd A. Castoe, Christopher L. Parkinson: Sciurid phylogeny and the paraphyly of holarctic ground squirrels (Spermophilus). Molecular Phylogenetics and Evolution 31, 2004; S. 1015–1030. (doi:10.1016/j.ympev.2003.09.015, Volltext, PMID 15120398)
3. ↑  Richard W. Thorington Jr., John L. Koprowski, Michael A. Steele: Squirrels of the World. Johns Hopkins University Press, Baltimore MD 2012; S. 292–299. ISBN 978-1-4214-0469-1
4. ↑  Callospermophilus lateralis in der Roten Liste gefährdeter Arten der IUCN 2014.3. Eingestellt von: A.V. Linzey, NatureServe (G. Hammerson), 2008. Abgerufen am 30. April 2015., Callospermophilus saturatus in der Roten Liste gefährdeter Arten der IUCN 2014.3. Eingestellt von: A.V. Linzey, NatureServe (G. Hammerson), 2008. Abgerufen am 30. April 2015.
5. ↑  Callospermophilus madrensis in der Roten Liste gefährdeter Arten der IUCN 2014.3. Eingestellt von: S.T. Álvarez-Castañeda, I. Castro-Arellano, T. Lacher, E. Vázquez, 2008. Abgerufen am 30. April 2015.